# 木岡真理奈
木岡 真理奈（きおか まりな、1994年9月6日 - ）は、名古屋テレビ放送のアナウンサー。元テレビ高知 (KUTV) の報道記者兼アナウンサー。

## 来歴
奈良県出身。帝塚山高等学校、大阪府立大学工学域物質科学系学類卒業。大学在学時には食品添加物の研究をしていた。また、学業と並行してテレビ朝日アスクにも通っていた。
大学を卒業後、2017年にテレビ高知に入社。報道制作局に配属され、同期の京面龍太郎とともに同局のアナウンサーになる。
2024年4月より、テレビ朝日アスク所属で名古屋テレビ放送（メ～テレ）に契約アナウンサーとして在籍。

## 人物
大学時代にはファッションサークルに所属し、テーマ・衣装・構成全てをサークルメンバーで作り上げてのファッションショーを開催したり、手作りの服やアクセサリーを販売したりしていた。「ミスあべのコンテスト2015」ではファイナリストに、「ユニバーシティ関西ミス・コンテスト2016」ではグランプリに、「第65回（2017年度）今宮戎神社福娘発表会」では新福娘の1人に選出された。
大学時代にしていたアルバイトは塾講師で、英語・数学・国語・理科の個別授業と集団授業を担当していた。
特技は幼稚園の頃に始めたクラシック・バレエで、NHKと民放の共同企画である「12468キャンペーン」のCMでダンスを披露した。

## 担当番組

### 現在
- ドデスカ+ - 木・金　フィールドキャスター
- メ〜テレNEWS - 不定期

ほか

### 過去
テレビ高知（KUTV）時代
- おらんくの大学病院（テレビ高知） - ナビゲーター[9]
- 情報パレット からふる → からふる（テレビ高知） - 金曜担当。別の曜日にもリポーターとして出演することがある。
- でんのすけのまるっとキッチンカーの旅（あいテレビ） - MC（2020年10月[10]から不定期出演）
- THE TIME,（TBS） - 「列島リアルタイム中継」高知県担当リポーター[11]